# ピート・ウッドワース
ピート・グラハム・ウッドワース（Pete Graham Woodworth, 1988年7月29日 - ）は、アメリカ合衆国フロリダ州セントピーターズバーグ出身の元プロ野球選手（投手）、野球指導者。右投右打。現在は、MLBのシアトル・マリナーズで投手コーチを務める。

## 経歴
学生時代はMLBドラフトでは指名されず、2010年にタンパベイ・レイズと契約してプロ入り。この年に同球団の傘下のルーキー級ガルフ・コーストリーグ・レイズでプレーしたが、1年で退団した。
退団から2016年途中までは母校であるフロリダ・ガルフ・コースト大学やノバサウスイースタン大学のコーチ、レイズのスカウトを務めた。
2016年6月、シアトル・マリナーズ傘下（当時）のA級クリントン・ランバーキングスの投手コーチに就任した。以降、A+級モデスト・ナッツ（2017年 - 2018年）、AA級アーカンソー・トラベラーズ（2019年）と階級を上げながら投手コーチを歴任した。
2020年からはマリナーズの投手コーチを務める。

## 詳細情報

### 背番号
- 32（2020年 - ）